# 5 Seconds of Summer
5 Seconds Of Summer (também conhecido como 5SOS) é uma banda australiana de pop punk, formada em Sydney no ano de 2011. É composta por Luke Hemmings (vocais e guitarra), Calum Hood (baixo e vocais), Michael Clifford (guitarra, piano e vocais) e Ashton Irwin (bateria e vocais). O grupo tornou-se famoso através do YouTube, publicando vídeos de si mesmos fazendo "covers" de canções de vários artistas por volta de 2011. Depois descobertos por Louis Tomlinson, em 2012 foram convidados para abrir os shows da "Take Me Home Tour" da boyband britânica, One Direction, que passou pela Austrália, Canadá e Estados Unidos da América e assim, também ganhando destaque internacional. A banda também apoiou a boyband nos shows da turnê "Where We Are" Desde 2014, a banda vendeu mais de 10 milhões de álbuns, mais de 2 milhões de bilhetes por todo o mundo e obteve mais de 7 bilhões de streams no seu catálogo musical em serviços de streaming, tornando-os um dos mais bem-sucedidos artistas musicais australianos da história.
O single de estreia oficial da banda foi lançado em Fevereiro de 2014 e intitula-se "She Looks So Perfect". A canção liderou as tabelas na Austrália, Nova Zelândia, Irlanda e Reino Unido. O primeiro álbum de estúdio autointitulado foi lançado em Junho de 2014 e atingiu o pico nº1 da Billboard 200 dos Estados Unidos e em mais 10 países. O segundo álbum da banda, Sounds Good Feels Good, foi lançado em 2015, alcançando o topo das tabelas em 8 países. O terceiro álbum, Youngblood, lançado em 2018, foi outro sucesso comercial da banda, e tornou-se o terceiro álbum nº1 da banda no seu país natal. Nos Estados Unidos, a banda conseguiu ser o primeiro ato australiano a alcançar três álbuns nº1 na Billboard 200.Tornaram-se ainda, a primeira banda a estrear os seus três primeiros álbuns no topo da tabela americana. O single "Youngblood" é o 4º single australiano mais vendido da década 2010, e o 11º mais vendido na história australiana, tendo vendido mais de 5 milhões de cópias nos seis primeiros meses após o lançamento. Com o lançamento de "Youngblood", os 5 Seconds of Summer tornaram-se o primeiro ato australiano em 13 anos, a alcançar o topo da tabela anual ARIA, e a estabilizar-se como o segundo ato mais longo a manter-se no topo da tabela. Em 2020, a banda lançou o seu quarto álbum de estúdio, CALM. O álbum foi um sucesso comercial, recebendo críticas positivas, e alcançando tabelas em mais de 25 países, top 10 em 17 tabelas, e estreando no topo em 4 países. Com CALM, a banda garantiu o seu quarto nº1 consecutivo na Austrália, tornando-se na segunda banda australiana a alcançar o top 1 da tabela ARIA com os seus quatro álbuns de estúdio.

## História

### 2011-2012: Início e formação da banda
A banda começou quando Luke Hemmings, Michael Clifford e Calum Hood estudavam na mesma escola (Norwest Christian College) e decidiram juntar-se como banda e começaram a postar videos fazendo "covers" de algumas músicas e publicar através do Youtube. O cover da música “Next To You” de Chris Brown e Justin Bieber ultrapassou a marca de 600.000 visualizações.
A 3 de Dezembro de 2011, a banda não tinha baterista, o trio decidiu então pagar a Ashton Irwin em torno de três libras para tocar bateria num pequeno concerto. Com o passar de pouco tempo Ashton Irwin juntou-se à banda como o novo baterista, e 5 Seconds Of Summer formou-se. Juntos, eles atingiram mais de 5 milhões de visualizações no seu canal no Youtube e uma grande quantidade de seguidores no Facebook, Twitter e no Instagram
A banda chamou à atenção de vários selos musicais e produtores, assinaram um contrato com a Sony ATV Music Publishing e apesar de não ter nenhuma divulgação além das redes sociais, o seu primeiro EP, de nome, “Unplugged” ficou em #3 no ITunes Austrália e entre o Top 20 na Nova Zelândia e Suécia.
5 Seconds Of Summer passou a segunda metade de 2012 escrevendo e desenvolvendo a sua música com Christian Lo Russo e Joel Chapman, membros da banda australiana Amy Meredith, com quem escreveram duas músicas que participaram do Somewhere New EP – Beside You e Unpredictable. O EP foi também produzido por Joel Chapman. O vídeoclipe para o primeiro single "Out Of My Limit" recebeu mais de 100.000 visualizações nas primeiras 24 horas.

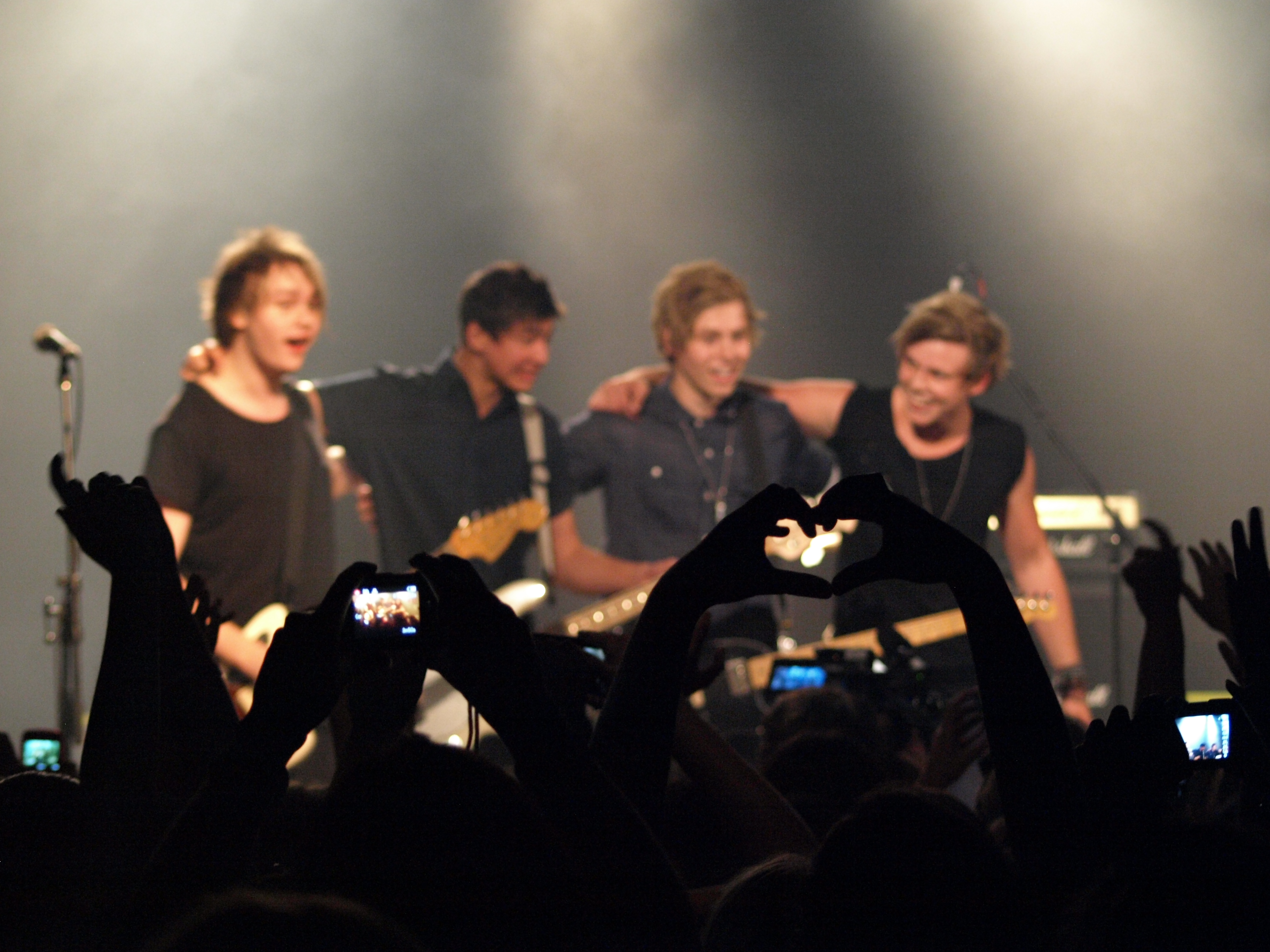
5 Seconds of Summer no lançamento do seu EP, no The Metro Theatre a 25 de Novembro de 2012

A carreira internacional aumentou significativamente quando Louis Tomlinson, da boyband britânica One Direction, postou o vídeo de "Gotta Get Out" afirmando ser um grande fã da banda à algum tempo. 5 Seconds Of Summer foram novamente alvo do interesse da One Direction quando lançaram seu primeiro single, "Out Of My Limit", a19 de Novembro de 2012, e Niall Horan tweetou o link para o vídeoclipe. Com o sucesso do lançamento do "Unplugged EP" em Junho de 2012, a banda embarcou na "Twenty Twelve Tour", tocando no Uni Bar em Adelaide, Oxford Art Factory em Sydney, Old Museum em Brisbane e Corner Hotel em Melbourne, esgotando o evento.
Em Dezembro de 2012, embarcaram para uma viagem de composição para Londres, onde escreveram com vários artistas incluindo McFly, Roy Stride (Scouting for Girls), Nick Hodgson (Kaiser Chiefs), Jamie Scott, Jake Gosling, Steve Robson e James Bourne (Busted).

### 2013: Participações em Turnês
Em maio de 2012, 5 Seconds Of Summer anunciou as datas da sua turnê no Factory Theatre em Sydney, Old Museum em Brisbane e Xavier College em Melbourne. Os bilhetes esgotaram em menos de dois minutos e novos espetáculos tiveram que ser anunciados em cada cidade, também tiveram os seus bilhetes esgotados. Em Junho de 2012, a banda embarcou na "Twenty Twelve Tour", tocando no Uni Bar em Adelaide, Oxford Art Factory em Sydney, Old Museum em Brisbane e Corner Hotel em Melbourne.
Em outubro de 2012, 5 Seconds Of Summer juntou-se à Hot Chelle Rae e Cher Lloyd, tocando no Enmore Theatre em Sydney, Convention Centre em Brisbane, Festival Hall em Melbourne, Royal Theatre em Canberra e AEC Theatre em Adelaide.
No dia 3 de novembro de 2012, a banda fez o seu primeiro espetáculo internacional no Zeal Café em Auckland na Nova Zelândia. Em 25 de Novembro, eles tocaram como atração principal no Metro Theatre em Sydney, antes de irem para o Reino Unido por três meses.
Em 14 de fevereiro de 2013, foi anunciado que 5 Seconds Of Summer seriam a banda de apoio para a nova turnê mundial do One Direction, "Take Me Home Tour". A turnê iniciou-se na O2 Arena em Londres no dia 23 de Fevereiro de 2013 no Reino Unido e passou pelos Estados Unidos, Nova Zelândia e Austrália, incluindo 7 shows na Allphones Arena em Sydney, cidade da banda 5SOS.
Em março de 2014 foi anunciado que os 5 Seconds Of Summer abririam os concertos dos One Direction, na "Where We Are: Stadium World Tour", na parte da América do Norte e em no fim de Março foi anunciado que também abririam os concertos deles na Europa, apesar, de terem cancelado a presença em Portugal, em julho de 2014.

### 2014:5 Seconds of SummereLIVESOS
No final de março de 2014, o primeiro single da banda, "She Looks So Perfect", foi lançado no Reino Unido. Apesar de ter passado apenas 1 dia no topo da ITunes britânica, 5 Seconds of Summer tornaram-se a quarta banda australiana a atingir o nº1 no Reino Unido, e a primeira em 14 anos. A 9 de Abril de 2014, o terceiro EP She Looks So Perfect estreou no nº2 da Billboard 200. A 9 de maio, o seu segundo single, Don't Stop, foi lançado, atingindo tabelas em 4 países e estreando no nº2 da tabela britânica de singles.
A 13 de maio de 2014, a banda anunciou que seu álbum de estreia, chamado 5 Seconds of Summer, seria lançado a 27 de junho de 2014 na Europa e na Austrália, com outros lançamentos que viriam mais tarde. O álbum estreou como número #1 na tabela da Billboard e alcançou a posição número #1 em 13 países, bem como o Top 10 em 26 países. A 15 de julho de 2014, a banda lançou seu terceiro single, "Amnesia", descrito pela Billboard como "uma atuação vocal surpreendentemente tocante e as letras mais incisivas do álbum. [...] Levando ouvintes mais velhos de volta à relativa dor de um romance de liceu" e que demonstrava a versatilidade da banda. A 5 de Setembro, o EP Amnesia foi disponibilizado em diversos países, exceto EUA e México. A 12 de Outubro, o quarto single, Good Girls, foi lançado juntamente com o vídeoclipe, que alcançou 2 milhões de visualizações em apenas 48 horas. O seu sexto EP, Good Girls, foi lançado a 16 de Novembro. A banda lançou ainda um cover de uma música "What I Like About You" da banda The Romantics, como o primeiro single do seu álbum ao vivo LIVESOS, sendo este lançado a 15 de Dezembro de 2014.

### 2015-2016: Sounds Good Feels Good
Em Maio de 2015, a banda embarcou na sua primeira turnê mundial como headliners, a Rock Out with Your Socks Out Tour, em arenas pela Europa, Austrália, Nova Zelândia e América do Norte.[carece de fontes?]
A 17 de Julho de 2015, a banda lançou "She's Kinda Hot" como o primeiro single do seu segundo álbum de estúdio. A 12 de Agosto, anunciaram que o seu segundo álbum de estúdio se iria chamar Sounds Good Feels Good. Lançaram o seu sétimo EP, "She's Kinda Hot", a 28 de Agosto, exclusivamente no Reino Unido e Irlanda. A 9 de Outubro, lançaram "Hey Eveerybody!" como o segundo single e anunciaram a Sounds Live Feels Live World Tour. 
Sounds Good Feels Good foi lançado mundialmente a 23 de Outubro de 2015. Tornou-se o segundo nº1 da banda no seu país natal, e o primeiro no Reino Unido. Nos Estados Unidos da América, 5 Seconds of Summer tornou-se a primeira banda (não vocal) a ter os seus dois primeiros álbuns completos no topo das tabelas. A banda lançou o seu terceiro single, "Jet Black Heart" a 17 de Dezembro de 2015, junto com um videoclipe que incluiu vários fãs. Em 2016, embarcaram na Sounds Live Feels Live World Tour que incluiu estádios e arenas esgotadas por toda a América do Norte, Europa, Austrália e Ásia.

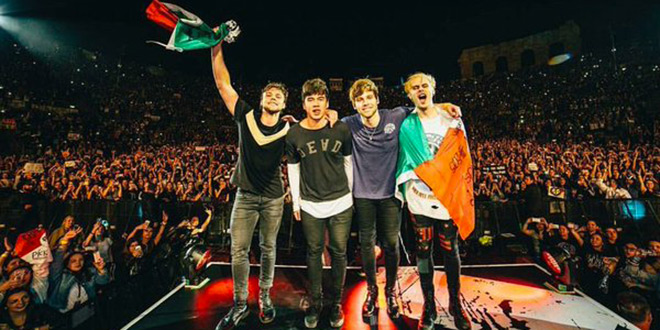
5 Seconds of Summer a atuar em Verona, Itália durante a sua turnê Sounds Live Feels Live World Tour

A 3 de Junho de 2016, a banda anunciou o single "Girls Talk Boys". A música foi incluída na banda sonora do filme Ghostbusters e lançada a 15 de Julho. A 2 de Dezembro desse ano, a banda anunciou o lançamento das B-sides e rarities, com o título This Is Everything We Ever Said, para celebrar o seu 5º aniversário como banda.
Após intensos anos de turnês e a conclusão da bem-sucedida Souds Live Feels Live World Tour, a banda anunciou que "2016 terminou para os 5SOS", e que iriam tirar o resto do ano para desenvolver o som para o seu próximo álbum de estúdio. A pausa durou quase dois anos, com Hood declarando "Após seis anos na estrada, precisávamos de colocar as nossas cabeças em ordem para a longevidade da banda". Hemmings revelou, mais tarde, que haviam considerado separar-se devido aos horários intensos, declarando: "Sete anos como uma banda parece muito tempo, mas éramos adolescentes quando começamos". Continuou dizendo: "Foi necessário olhar uns para os outros e dizer 'vamos parar agora ou fazer isto para sempre? Porque se continuarmos, então teremos de ir mais longe do que alguma vez fomos.'" Por fim, a banda decidiu continuar a lançar novas músicas e a explorar novas direções musicais.

### 2017-2018: Youngblood
A 13 de Janeiro de 2017, a banda fez parte da música, "Take What You Want", da banda de rock japonesa One Ok Rock. A 11 de Maio, a banda anunciou que iriam tocar em diversos festivais pela Ásia, Europa e América do Sul, de Agosto a Setembro de 2017, incluindo o Rock in Rio Brasil. A banda passou o resto do ano a criar o seu terceiro álbum de estúdio com Alexandra Tamposi, Andrew Wotman, Rivers Cuomo, Andrew Goldstein, entre outros. Numa entrevista à Billboard, Irwin declarou que para além de trabalharem no seu álbum, a banda passou tempo a "redefinir quem eram enquanto homens adultos" após anos de turnês intensas.
A 22 de Fevereiro de 2018, a banda lançou o single "Want You Back" que alcançou diversas tabelas em mais de 15 países, e chegou ao top 40 em treze tabelas, incluindo no Reino Unido, Estados Unidos da América, Irlanda e Austrália. Seguindo o lançamento de "Want You Back", a banda anunciou que iriam realizar uma turnê promocional intitulada 5SOS III. A turnê esgotou em aproximadamente três minutos, com críticos a elogiarem o que seria "um bom teaser para uma turnê em larga escala no outono". A turnê começou a 20 de Março de 2018 e terminou a 6 de Junho, com atuações da banda em arenas íntimas pela Europa, EUA, Singapura, Austrália, México e Brasil. Além da turnê, o grupo atuou em festivais, realizou sessões acústicas em rádios e aparições em programas televisivos para promover o próximo álbum. A 9 de Abril, a banda anunciou que o seu terceiro álbum, Youngblood, seria lançado a 22 de Junho de 2018. Anunciaram ainda as datas da sua quarta turnê mundial, a Meet You There World Tour, que iria passar pelo Japão, Nova Zelândia, Austrália, Canadá, EUA e Europa.
A 22 de Maio, a faixa-título do álbum foi lançada como segundo single. "Youngblood" alcançou um sucesso mundial, e chegou ao nº1 na Austrália, ficando no topo da tabela ARIA por oito semanas consecutivas. Manteve-se também como nº1 no Official New Zealand Music Chart por quatro semanas consecutivas, alcançou o nº4 no UK Singles Chart, e tornou-se o primeiro single da banda a chegar ao top 5 no Canadá e ao top 10 da Billboard Hot 100 nos EUA. Na rádio, tornou-se o primeiro single da banda a chegar ao nº1 na tabela US Pop Songs e na Adult Pop Songs, e na tabela Contemporary Hit Radio no Canadá. Chegou ao nº1 do top 40 na rádio americana, tornando os 5SOS a primeira banda australiana a alcançar o topo da tabela em 21 anos. Até 2020, a música "Youngblood" foi 11x certificada platina na Austrália, 4x na Polónia, 3x na Nova Zelândia, 2x nos EUA, Reino Unido, Noruega, Dinamarca e Suécia, e platina no Canadá, Bélgica e Itália. A 1 de Junho, a banda anunciou que a data de lançamento do álbum seria adiantada para 15 de Junho de 2018. Youngblood foi um sucesso comercial e estreou no nº1 na Austrália e na US Billboard 200, tornando-se o terceiro álbum consecutivo da banda a chegar ao nº1 em ambos os países. Estreou no top 3 do Reino Unido e em sete outros países. No geral, o álbum alcançou o top 10 em vinte países.
Em Agosto de 2018, a banda lançou uma versão exclusiva no Spotify da música "Lie to Me", junto com um cover da música "Stay" do cantar Post Malone. Em Outubro, a banda participou no podcast Billboard Pop Shop, onde falaram sobre o single "Youngblood" e o terceiro single, por lançar, "Valentine". Em Dezembro, atuaram nos ARIA Awards 2018, onde venceram três prémios. A 21 de Dezembro, lançaram uma versão da sua música "Lie to Me" com a artista Julia Michaels. O videoclipe foi lançado a 18 de Janeiro de 2019, e uma versão acústica foi lançada a 1 de Fevereiro.
Em Dezembro de 2018, a banda foi nomeada em várias tabelas anuais da Billboard, incluindo o top 10 de Artistas em Duo/Grupo. Apareceram também no Top Artists, Hot 100 Artists e Top Billboard 200 Artists. O álbum Youngblood foi listado no Top 100 na lista Billboard 200 Albums e no Top Canadian Albuns. "Youngblood" foi considerado o single mais vendido de 2018 na Austrália, e o álbum foi o álbum australiano mais ouvido nesse ano. No Guinness World Records de 2018, 5SOS foram eleitos como o grupo mais popular do ano no Snapchat. 

### 2019-2022: Calm
A 5 de Fevereiro de 2019, a banda partilhou teasers do seu próximo single "Who Do You Love", uma colaboração com o duo The Chainsmokers. O single foi lançado a 7 de Fevereiro, junto com o vídeo no YouTube. A música chegou ao topo de várias tabelas semanais e anuais, incluindo nº1 no Australia Dance Chart. Em Março, a banda atuou no The Tonight Show Starring Jimmy Fallon e o videoclipe oficial foi lançado a 25 de Março de 2019. A banda juntou-se aos The Chainsmokers na sua turnê World War Joy Tour pela América do Norte no final de 2019. A performance foi muito bem recebida pelos críticos que elogiaram a forma como a banda cativou o público, a sua "incrível energia" e por, citando o crítico, "turning the concert into their own as [...] a 5 Seconds of Summer concert with a free EDM show to follow".
A 23 de Maio, a banda lançou "Easier" como o single principal do seu quarto álbum de estúdio, e o primeiro com a sua nova gravadora, Interscope Records. A música entrou em várias tabelas semanais e anuais, incluindo nº12 na Austrália, nº12 no US Mainstream Top 40 e nº27 no Reino Unido. "Easier" foi nomeada como Música do Ano nos ARIA 2019. A Billboard incluiu a música no seu Top 100 Melhores Músicas, no lugar 79. O single seguinte, "Teeth", parte da 3ª Temporada da série da Netflix "13 Reasons Why", foi lançado a 21 de Agosto de 2019. A música alcançou tabelas de vários países, incluindo o 15º lugar na Austrália e 21º no US Mainstream Top 40. Em 2020, a música foi nomeada para Música do Ano no APRA Music Awards 2020 e venceu o prémio ARIA 2020 de Música do Ano. No final da década, 5SOS foram nomeados como um dos Top Artists of the 2010s Chart da Billboard, que lista os artistas mais populares da década 2010-2019.
A 5 de Fevereiro de 2020, a banda anunciou o seu quarto álbum de estúdo, Calm, e lançou "No Shame", o terceiro single do álbum, ao mesmo tempo. A 16 de Fevereiro, atuaram no Fire Fight Australia, um concerto televisivo no Estádio ANZ em Sidney. A sua performance foi, mais uma vez, elogiada pelos críticos, tendo a Billboard escrito: "They were raised playing stadiums and as such were, perhaps surprisingly, the perfect warm-up act for Queen -- though such a term diminishes the impact they had in fifteen short minutes." A 21 de Fevereiro, a banda lançou "Old Me", como single promocional do álbum, antes de o enviar para a rádio como o quarto single a 6 de Março. Ainda que tenha recebido pouca promoção, a música alcançou o nº39 na Austrália e o 26º na US Mainstream Top 40. A 25 de Março, a banda lançou "Wildflower" como o quinto e último single de Calm. A promoção da música foi interrompida devido à pandemia de COVID-19.
A 27 de Março de 2020, o quarto álbum de estúdio da banda foi lançado. Calm foi um sucesso comercial e recebeu críticas positivas sobre o crescimento criativo da banda. O álbum estreou em tabelas em mais de 25 países, alcançando o nº1 na Austrália, Reino Unido e Escócia. Chegou ao top 10 em 17 tabelas, incluindo o nº2 no México, e nº4 na Áustria, Estónia, Irlanda, Nova Zelândia e Portugal. Nos EUA, devido a um erro nos envios, cerca de 15 mil cópias foram lançadas mais cedo, resultando numa estreia antecipada na Billboard 200. Se esse erro não tivesse ocorrido, Calm teria estreado no nº1, tornando-se a quarta estreia consecutiva da banda. Apesar do erro, o álbum alcançou o nº2 no Billboard 200. Com o lançamento de Calm, a banda conquistou o seu quarto consecutivo nº1 na Austrália, tornando-se a 2ª banda australiana na história a ter os seus primeiros quatro álbuns de estúdio no nº1 da tabela ARIA.
A No Shame Tour, mais tarde renomeada Take My Hand World Tour, foi originalmente planeada para iniciar em Maio de 2020, mas foi adiada para 2022 devido à pandemia de COVID-19.
A 3 de Dezembro de 2021, em celebração do seu 10º aniversário, a banda lançou o single "2011", assim como, a The 5 Seconds of Summer Show - A 10 Year Celebration, um vídeo de Youtube que conta com várias performances ao vivo, entrevistas e sketches de comédia.

### 2022-Presente: 5S0S5
A 2 de Março de 2022, a banda lançou "Complete Mess" como o single principal do seu quinto álbum de estúdio. O segundo single, "Take My Hand", foi lançado a 1 de Abril de 2022. A 3 de Abril, a banda deu início à sua turnê, Take My Hand World Tour, originalmente planeada para 2020. O terceiro single, "Me, Myself & I", foi lançado a 11 de Maio. Em Maio de 2022, a banda anunciou o seu quinto álbum de estúdio, 5SOS5, lançado a 23 de Setembro de 2022. O álbum marca o 1º lançamento da banda de forma independente pela BMG Rights Management. O quarto single, "Blender", foi lançado a 13 de Julho de 2022, e o quinto single, "Older", foi lançado a 7 de Setembro, sem qualquer anúncio prévio. Na véspera do lançamento do álbum, a banda organizou um concerto, The Feeling of Falling Upwards, no Royal Albert Hall em Londres, com um coro e uma orquestra. 5SOS5 estreou em diversas tabelas e no topo das tabelas na Austrália, Reino Unido, Escócia e Países Baixos, e no nº2 da Billboard 200. O álbum foi elogiado pela sua escrita, maturidade e por homenagear os álbuns anteriores da banda.
A 30 de Novembro de 2022, a banda iniciou sete concertos na Austrália, como parte da sua Take My Hand World Tour, que terminou com dois concertos na Sydney Opera House, a 9 e 10 de Dezembro.
Em Abril de 2023, a banda anunciou a sua nova turnê, com início em Agosto, e o lançamento de um álbum ao vivo, The Feeling of Falling Upwards, gravado durante o concerto no Royal Albert Hall. A turnê, intitulada The 5 Seconds of Summer Show, passou pela América do Norte, Europa e Reino Unido, terminando em Outubro no festival When We Were Young em Las Vegas.
A 1 de Março de 2024, a banda lançou o single "Lighter", com Galantis e David Guetta.

## Álbuns a Solo
A 23 de Setembro de 2020, Ashton Irwin anunciou o lançamento do seu álbum de estreia a solo, Superbloom, a 23 de Outubro de 2020. O primeiro single, Skinny Skinny, foi lançado a 24 de Setembro. O segundo single, Have U Found What Ur Looking For, saiu a 2 de Outubro, e o último single, Scar, foi lançado a 16 de Outubro. Foi o primeiro membro da banda a lançar um projeto a solo. Irwin declarou: "It brings me the greatest joy of all that I am in a band that allows me to create freely inside and outside of it".
O segundo álbum a solo de Irwin, intitulado Blood on the Drums, foi lançado a 17 de Julho de 2024. O álbum foi lançado em duas partes, a primeira "The Thorns" saiu a 12 de Junho, enquanto a segunda "The Roses" foi lançada a 17 de Julho. O primeiro single do álbum, Straight To Your Heart, foi lançado a 4 de Junho.
A 13 de Agosto de 2021, Luke Hemmings lançou o seu álbum de estreia a solo, When Facing the Things We Turn Away From. O primeiro single do álbum, Starting Line, foi lançado a 30 de Junho. Seguiu-se "Motion" em Julho, "Place in Me" no início de Agosto, e por fim, "Baby Blue" no dia de lançamento do álbum.
A 26 de Abril de 2024, Hemmings lançou o seu EP, "Boy", com os singles "Shakes" e "Close My Eyes". Em Março, Hemmings anunciou que iria realizar a sua primeira turnê a solo, Nostalgia for a Time That Never Existed (a tour by Luke Hemmings), que começou a 4 de Junho em Paris e terminou em Novembro, em Atlanta, Georgia.
A 27 de Março de 2025, Michael Clifford anunciou que iria lançar o seu primeiro single a solo, Cool, a 4 de Abril. No mesmo dia, revelou que tinha assinado com a gravadora Hopeless Records. Clifford participou num podcast onde revelou o título do seu futuro álbum de estreia a solo, Sidequest. O segundo single, Give Me a Break, foi lançado a 23 de Maio em colaboração com o músico Awsten Knight da banda Waterparks. O último single, Kill Me For Always, foi lançado na semana de estreia do seu álbum, Sidequest, lançado a 25 de Julho de 2025.
A 8 de Abril de 2025, Calum Hood anunciou o seu primeiro single a solo, Don't Forget You Love Me, lançado no dia 10 de Abril. A 11 de Abril, anunciou o lançamento do seu álbum de estreia a solo, ORDER chaos ORDER, que seria lançado a 13 de Junho de 2025. Durante a promoção do seu álbum, Hood foi muito claro e garantiu que a banda se mantém junta e a trabalhar em nova música.

## Discografia
Álbuns de estúdio
- 5 Seconds of Summer (2014)
- Sounds Good Feels Good (2015)
- Youngblood (2018)
- Calm (2020)
- 5SOS5 (2022)

## Turnês

### Enquanto Ato Principal:
- Mini Australian Tour (2012)
- Twenty Twelve Tour (2012)
- Pants Down Tour (2013)
- UK Tour (2014)
- 5 Countries 5 Days European Tour (2014)
- Stars, Stripes and Maple Syrup Tour (2014)
- There's No Place Like Home Tour (2014)
- Rock Out with Your Socks Out Tour (2015)
- Sounds Live Feels Live World Tour (2016)
- Meet You There Tour (2018)
- Take My Hand World Tour (2022)
- The 5 Seconds of Summer Show (2023)

### Enquanto Ato de Abertura:
- Hot Chelle Rae - Whatever World Tour (2012)
- One Direction - Take Me Home Tour (2013)
- One Direction - Where We Are Tour (2014)
- One Direction - On the Road Again Tour (2015)
- The Chainsmokers - World War Joy Tour (2019)